# András Jeles
András Jeles (Jászberény, Hongria, 27 de març de 1945) és un actor, guionista i director de cinema hongarès, conegut per la seva pel·lícula de 1984 Angyali üdvözlet. És pare del director László Nemes.

## Biografia
Es va graduar el 1971 a la Universitat Eötvös Loránd en educació popular hongaresa (tradició cultural) i el 1974 a l'Escola Superior d'Art Dramàtic i Cinematogràfic en l'especialitat d'operador-director. Va treballar com a ajudant de direcció als estudis hongaresos Mafilm, mentre realitza contínuament pel·lícules per a televisió i per als Estudis Béla Bálasz. Els seus llargmetratges independents, A kis Valentino (1979), Angyali üdvözlet (1984) i Álombrigád (1985) van rebre nombrosos premis.
El 1985 va formar la seva pròpia companyia teatral Monteverdi Birkózókör ("Cercle de lluita de Monteverdi"), que va tenir molt èxit amb les representacions Drámai események (1985) i A mosoly birodalma (1986); estan inspirades lliurement, respectivament, en les obres Szélvihar d'Imre Dobozy (ja adaptads a la pel·lícula Hier de Márton Keleti el 1959) i Policja (Policia) de Sławomir Mrożek.